# 브누아 카라노브
브누아 카라노브(프랑스어: Benoît Caranobe, 1980년 6월 12일~)는 프랑스의 전직 체조 선수이다. 2008년 하계 올림픽에서 남자 개인종합 동메달을 획득했으며 유럽 선수권 대회에서 동메달 1개를 획득했다.